# Onotoa
Onotoa ist ein Atoll im pazifischen Archipel der Gilbertinseln und gehört zum Staat Kiribati. Es liegt ca. 70 km nordwestlich von Tamana, der kleinsten Insel des Archipels.

## Geographie
Das Atoll hat seine aneinandergereihten Inseln auf der Ostseite, während die Lagune auf der Westseite durch Korallenriffe begrenzt wird. Die größten Inseln sind Tanyah im Nordosten und Otoae (Otowae, Otoeie) im Südosten, mit vier beziehungsweise zwei Dörfern. Zwischen diesen beiden liegen drei kleine, unbewohnte Inseln: Abanekeneke, Naan Tabuariki und Abeiningan. Über diese Inseln verläuft auf einem künstlichen Damm die Straße, die die beiden größten Inseln verbindet. Die dritte bewohnte Insel, Tabuarorae mit dem gleichnamigen Dorf, bildet die Südspitze des Atolls. Im südwestlichen Riffsaum sind die drei Riffe Rakai n Teika, Rakai n ati und Rakai ni mwake namentlich ausgezeichnet.

## Bevölkerung

### Bevölkerungsstatistik
| Zensus     | 1978 | 2005 | 2010   | 2015   | 2020   |
| ---------- | ---- | ---- | ------ | ------ | ------ |
| Tekawa     |      | 164  | 162 ▼  | 145 ▼  | 133 ▼  |
| Tanaeang   |      | 249  | 186 ▼  | 189 ▲  | 174 ▼  |
| Buariki    |      | 213  | 299 ▲  | 183 ▼  | 209 ▲  |
| Temao      |      | 348  | 226 ▼  | 279 ▲  | 219 ▼  |
| Otowae     |      | 238  | 210 ▼  | 164 ▼  | 237 ▲  |
| Aiaki      |      | 186  | 202 ▲  | 227 ▲  | 222 ▼  |
| Tabuarorae |      | 246  | 234 ▼  | 206 ▼  | 223 ▲  |
| Gesamt     | 2034 | 1644 | 1519 ▼ | 1393 ▼ | 1417 ▲ |

### Bevölkerungsentwicklung
| Zensus | 1947 | 1963 | 1968 | 1973 | 1978 | 1985 | 1990 | 1995 | 2000 | 2005 | 2010 | 2015 | 2020 |
| ------ | ---- | ---- | ---- | ---- | ---- | ---- | ---- | ---- | ---- | ---- | ---- | ---- | ---- |
| Gesamt | 1491 | 1993 | 1960 | 1997 | 2034 | 1927 | 2100 | 1918 | 1668 | 1644 | 1519 | 1393 | 1417 |

## Neuzeit und Infrastruktur
Die lokalen Belange werden durch einen Inselrat (Onotoa Island Council) geregelt. Onotoa entsendet zwei Parlamentsmitglieder in das Parlament Maneaba ni Maungatabu in South Tarawa, für das 10. Parlament 2011–2015 wurden Taaneti Mamau und Kouraiti Beniato gewählt.
Onotoa verfügt über drei Grundschulen und fünf medizinische Versorgungsstellen. Die Bevölkerung, „I-Onotoa“, lebt von Subsistenzwirtschaft; Haupteinnahmequelle ist die Kopra-Produktion, die nach Angaben des kiribatischen statistischen Amtes für das Jahr 2010 auf insgesamt 70 Tonnen gefallen ist. Die Gewässer vor Onotoa sind von illegalem kommerziellen Fischfang betroffen.
Das Atoll ist mit dem Flugzeug über den an der Nordspitze liegenden Flugplatz Onotoa zu erreichen, der von der Air Kiribati angeflogen wird.